# Danielle Hunebelle
Danielle Hunebelle, née le 10 mai 1922 à Paris 8e et morte le 28 mars 2013 à Monaco, est une comédienne, journaliste, cinéaste et écrivain française.

## Biographie

### Jeunesse
Fille d'André Weill, industriel, et de Germaine Cordon, elle est d'abord comédienne de 1945 à 1948, puis opte pour le journalisme en 1948 et travaille pour L'Intransigeant, France-Soir, Le Monde, Réalités et Le Nouveau Candide, dont elle est la rédactrice en chef. Le 9 décembre 1951, elle est autorisée à changer son nom de Weill en Hunebelle. Elle est chevalier de la Légion d'honneur.

### Carrière de journaliste
Danielle Hunebelle, grand reporter, est présente dans les zones de guerre : elle couvre ainsi la guerre civile en Grèce (1948) et la guerre d'Indochine, où elle est attachée au service d’information du maréchal de Lattre de Tassigny (1951).
En 1973, elle crée La Lettre internationale de Danielle Hunebelle, publication thématique d’information destinée aux investisseurs et aux gouvernements.

### Œuvre littéraire
Son livre le plus connu est Dear Henry, paru en 1972 et consacré à Henry Kissinger. Elle a également publié deux romans : Philippine en 1952, et Les plumes du paon en 1954. En 1963, elle publie Rien que les hommes (Editions Gallimard, collection L'Air du Temps, catégorie Témoignages).

### Œuvre audiovisuelle
Elle produit le premier film de télévision sur le Nord-Vietnam (1964) et Negroes next door, pour la télévision américaine en 1968. Elle crée une série télévisée appelée Jeux de Société.

### Mort
Elle meurt le 28 mars 2013 à Monaco, à l'âge de 90 ans. Elle est inhumée au cimetière du Montparnasse (division 5).

## Distinctions
- Chevalière de la Légion d'honneur.

## Sources
Les papiers personnels de Danielle Hunebelle sont conservées aux Archives nationales sous la cote 17AR.
Les archives professionnelles de Danielle Hunebelle sont conservées à l'Inathèque sous la cote 12 290.